# Rob Barrett
Rob Barrett (nacido en Búfalo, Nueva York, Estados Unidos, el 29 de enero de 1969),  es el actual guitarrista y uno de los principales compositores de la banda de brutal death metal Cannibal Corpse. Tocó con la banda entre 1993 y 1997 y se reincorporó a ella en 2005. Participó en álbumes como The Bleeding, Vile,  Kill, Evisceration Plague o Torture. Se ha citado a Gary Moore, Malcolm Young, Randy Rhoads, Eddie Van Halen, Tony Iommi y Steve Vai, entre otros, como sus influencias. Actualmente Reside en Tampa, Florida.

## Biografía
Barrett comenzó su carrera profesional en 1990 cuando formó la banda Solstice con el baterista Alex Márquez y el guitarrista Dennis Muñoz. En 1991 la banda grabó una maqueta producida por Jim Morris y firmó un contrato discográfico con el sello alemán SPV / Steamhammer. En 1992 lanzaron su álbum debut titulado Solstice. Ese mismo año, Barrett y Márquez decidieron poner en hiato su propia banda y unirse a la banda de death metal Malevolent Creation. Tomaron parte en la grabación del álbum Retribución y se fueron de gira con la banda.

### Cannibal Corpse
En 1993, poco después de la grabación del álbum Tomb of the Mutilated, Barrett fue contactado por Alex Webster y fue invitado a unirse a la banda, como un relleno para Bob Rusay. Se quedó con la banda durante las giras posteriores y, finalmente, se convirtió en un miembro permanente. Grabó el álbum The Bleeding en 1994 y el álbum Vile en 1996. También hizo una breve aparición con la banda en la película Ace Ventura: Pet Detective en 1994. En 1997 Barrett dejó Cannibal Corpse después de una discusión sobre las diferencias musicales entre él y los demás miembros de la banda. Aunque fue reemplazado por Pat O'Brien, Barrett se reunió con Malevolent Creation en 1998 y se quedó con la banda durante 6 años. En 2005 Barrett expresó a los miembros de Cannibal Corpse su deseo de volver a la banda y después de una cuidadosa consideración Barrett finalmente fue recibido de nuevo en el lugar de Jeremy Turner. Desde entonces, ha aparecido en los álbumes Kill, Evisceration Plague y Torture.

### HatePlow
En 1994 Barrett formó la banda de death metal HatePlow con el guitarrista, Phil Fasciana, y el baterista, "Crazy" Larry Hawke, ambos miembros de Malevolent Creation. HatePlow fue inicialmente concebido como un mero proyecto paralelo, sin embargo, el trío grabó un demo de cuatro canciones que disfrutaron una amplia difusión a través de los círculos underground. Después de su salida de Cannibal Corpse, Barrett extendió su compromiso con HatePlow y participó en la grabación de los álbumes Everybody Dies y The Only Law Is Survival, que salió en 1998 y 2000 respectivamente. En 2004 Barrett dejó HatePlow.

### Otros proyectos
Desde la década de 2000 Barrett ha hecho algunas apariciones en el álbum de bandas como Eulogy, Hollenthon, Infernäl Mäjesty, Pro-Pain y Unearthed. En 2005 Barrett jugó en la grabación del álbum de Roadrunner United The All-Star Sessions. Él tocó la guitarra en las siguientes canciones: Annihilation by the Hands of God y Constitution Down.

## Equipos musicales
Barrett actualmente utiliza Dean Guitars, principalmente modelos personalizados, como el Cadillac, el V y el ML. Sus guitarras están equipadas con un juego de pastillas EMG y están ajustados para Bb y Ab estándar. Alrededor de 2007, Dean Guitars produjo en número limitado un modelo signatura llamado el Cadi-Kill. En el pasado Barrett utilizado Gibson Les Pauls, un Jackson Dinky y Charvel 750 XL.
Al igual que O'Brien, Barrett utiliza amplificadores de Mesa Boogie, como el Dual Rectifier, el rectificador Triple y, más recientemente, Mark V. Para gabinetes, utiliza Crate and Mesa Boogie 4 x 12", que están cargados con altavoces Celestion Vintage 30. Antes, Barrett utiliza amplificadores de Crate y Marshall.
Barrett utiliza unos pedales como un Boss NS-2 Noise Suppressor, MT-2 Metal Zone, TU-2 Chromatic Tuner y un Maxon ST-9 pro+ Super tube. Las unidades de efectos están conectados con cables Monster.

## Discografía

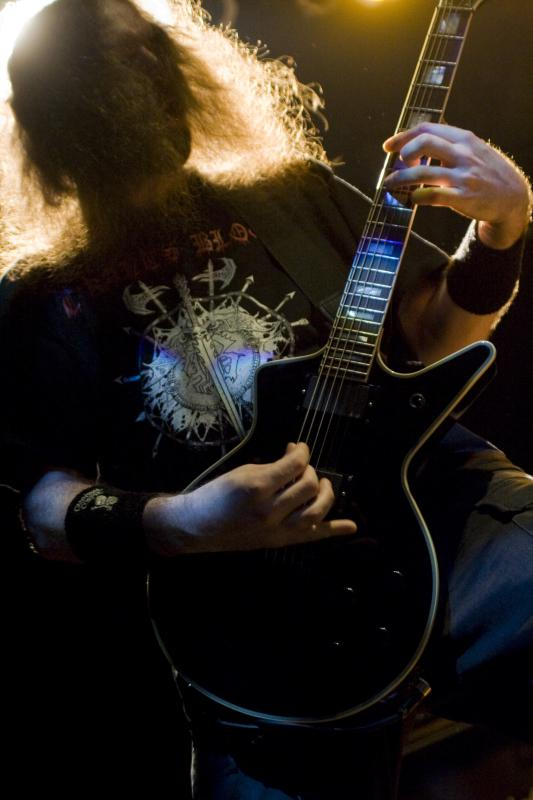
Rob Barrett en directo con Cannibal Corpse, São Paulo, Brasil (2010).

### Cannibal Corpse
- 1994: The Bleeding
- 1996: Vile
- 2006: Kill
- 2009: Evisceration Plague
- 2012: Torture
- 2014: A Skeletal Domain
- 2017: Red Before Black

### Malevolent Creation
- 1992:  Retribution
- 1998:  The Fine Art of Murder
- 2000:  Envenomed
- 2002:  The Will to Kill
- 2004:  Warkult

### Solstice
- 1991:  Demo (maqueta)
- 1992:  Solstice

### Eulogy
- 2010:  Burden of Certainty (maqueta)

### HatePlow
- 1996:  Demo (maqueta)
- 1998:  Everybody Dies
- 2000:  The Only Law Is Survival

### Otros proyectos
- Hollenthon - With Vilest of Worms to Dwell - 2001
- Infernäl Mäjesty - Demon God (EP) - 2007
- Pro-Pain- No End in Sight (tema 6) - 2008
- Roadrunner United - The All-Star Sessions (temas 3 y 14) - 2005
- 'Unearthed - Imposition of Faith - 2007
- Solstice - Solstice - 1992
- Funeral Sun - The Dragging (EP, tema 2) - 2018